# Рыбаков, Анатолий Яковлевич
Анатолий Яковлевич Рыбаков (9 сентября 1927, Московская область — 7 апреля 2012, Москва) — советский государственный и профсоюзный деятель, новатор производства, токарь Московского станкостроительного завода «Красный пролетарий» имени А. Ефремова. Член ЦК КПСС в 1976—1990 годах. Депутат Верховного Совета СССР 11-го созыва. Герой Социалистического Труда (3.03.1976).

## Биография
В 1943—1945 годах — токарь Московского завода «Фрезер». В 1945 году — токарь Московского станкостроительного завода «Красный пролетарий».
В 1945—1952 годах — в Советской армии.
В 1952—1977 годах — токарь 2-го механического цеха Московского станкостроительного завода «Красный пролетарий» имени А. Ефремова.
Член КПСС с 1961 года.
В 1971 году окончил Московский вечернее станкостроительный техникум при заводе «Красный пролетарий».
Указом Президиума Верховного Совета СССР от 3 марта 1976 за большой вклад в повышение эффективности производства и качества выпускаемой продукции, выдающиеся трудовые успехи, достигнутые в выполнении заданий девятого пятилетнего плана и социалистических обязательств, Рыбакову Анатолию Яковлевичу присвоено звание героя Социалистического Труда с вручением ордена Ленина и золотой медали «Серп и Молот».
В феврале 1977—1991 годах — председатель Центрального комитета профсоюза работников машиностроения и приборостроения.
Делегат XXV, XXVI, XXVII съездов КПСС.
С 1991 года — персональный пенсионер в Москве. Похоронен на кладбище «Ракитки».

## Награды и звания
- Герой Социалистического Труда (3.03.1976)
- два ордена Ленина (8.08.1966; 3.03.1976)
- орден Дружбы народов (8.09.1987)
- медали